# Sítio Florestal
Um sítio florestal é para a Sociedade Americana de Engenheiros Florestais uma área considerada segundo sua capacidade em produzir madeira. Leva-se em consideração para a definição de um sítio florestal fatores ecológicos, como a combinação de condições biológicas, climáticas e edáficas.